# Bibliothèque nationale d'Australie
La Bibliothèque nationale d'Australie (National Library of Australia ou NLA en anglais), créée en 1960, est située à Canberra, en Australie.

## Présentation
La Bibliothèque nationale est créée en 1960, par éclatement de la bibliothèque du Parlement fédéral créée en 1901 en vertu du National Library Act 1960. En 1968, un nouveau bâtiment à l'image du Parthénon est construit sur les rives du lac Burley Griffin.
La loi sur la propriété intellectuelle australienne veut que pour chaque livre publié en Australie, un exemplaire en soit déposé à la Bibliothèque nationale.
La bibliothèque est membre du Pacific Manuscripts Bureau.

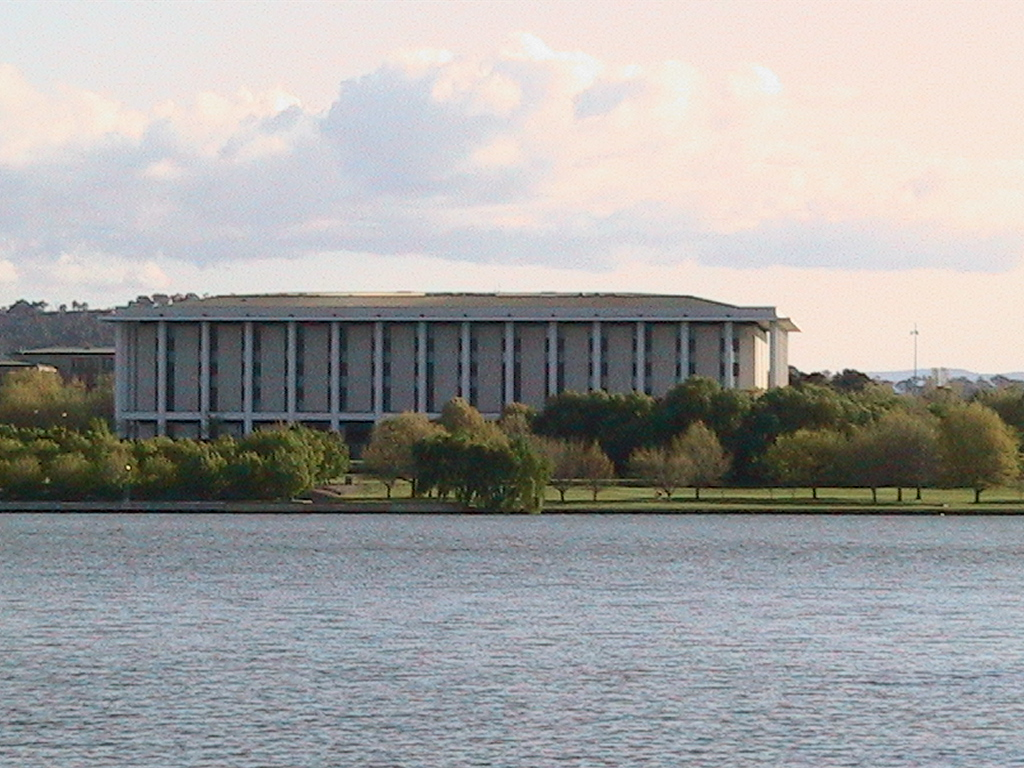
La Bibliothèque nationale d'Australie vue du lac Burley Griffin.